# Hadar (Etiopie)
Hadar je oblast významných paleoantropologických lokalit, která se nachází v regionu Afarsko v dnešní Etiopii. Je součástí Afarské pánve ve Velké příkopové propadlině.
Na poměrně rozsáhlém území s rozlohou přibližně 150 km² jsou nacházeny bohaté a většinou dobře dochované ostatky pliocenních živočichů, včetně předchůdců člověka. Převážně se jedná o povrchové nálezy, odhalované postupující erozí původních hornin. Dosud bylo identifikováno více než 90 lokalit.
Území bylo v roce 1980 zahrnuto do světového dědictví UNESCO pod názvem Dolní údolí řeky Awaš. Jádrem je Hadar, ale protože i okolní oblasti mohou ukrývat významné paleoantropologické nálezy, hranice dosud nebyly přesně vytyčeny. Na přelomu 20. a 21. století došlo k významným objevům i v přilehlých nalezištích Woranso-Mile, Dikika a Střední Awaš.
Nejznámější nalezenou fosilií je přibližně 3,2 milionu let stará samice druhu Australopithecus afarensis známá jako Lucy.

## Geologie
Formace Hadar je tvořena sedimenty, které dosahují mocnosti 180 - 300 m. Vznikly činností řeky zhruba před 3,42 – 2,3 miliony let, některé úseky jsou ale starší než 4 miliony let. Francouzský geolog Maurice Taieb formaci rozčlenil do čtyř jednotek, oddělených vrstvami sopečného tufu, který umožňuje jejich přesné datování pomocí radiometrických metod.
- Bazální sediment:  stáří více než 3,42 milionů let
- Sidi Hakoma: stáří 3,22 – 3,42 milionů let
- Denen Dora: stáří 3,18 – 3,22 milionů let
- Kada Hadar: stáří 2,3 – 3,18 milionů let

## Paleoantropologie
Nalézané ostatky homininů patří téměř výhradně druhu Australopithecus afarensis, přičemž vzorky z Hadaru tvoří na 90 % všech známých nálezů tohoto druhu. Pocházejí ze všech zastoupených časových období s výjimkou bazálního sedimentu. To znamená, že populace tohoto druhu v oblasti přežívaly zhruba 500 tisíc let, a to i přes zjevné změny přírodního prostředí. Veškeré nálezy jsou uchovávány v Národním muzeu Etiopie v Addis Abebě.
Potenciál celé oblasti zachytil v roce 1968 francouzský geolog Maurice Taieb, který ke spolupráci přizval paleoantropology Donalda Johansona, Yvese Coppense a Jona Kalba, aby společně vytvořili francouzsko-americký výzkumný tým. Práce v terénu začaly pod hlavičkou International Afar Research Expedition (I.A.R.E.) v roce 1973. Téměř okamžitě - 30. října - byly zachyceny první kosti homininů, mezi nimi i kolenní kloub AL 129-1. O rok později následoval objev slavné samice Lucy (AL 288-1) a v roce 1975 odhalení mnoha jedinců První rodiny (AL 333).
V roce 1977 již bylo známo více než 250 vzorků kostí. Poté však musely být výzkumy vzhledem k politické situaci v zemi přerušeny. K jejich obnovení došlo až v roce 1990 pod názvem Hadar Research Project. Bohaté nálezy pokračovaly, takže do roku 2007 bylo zachyceno na 500 vzorků druhu Australopithecus afarensis. Nové metody také umožnily upřesnit dataci sedimentů i povahu přírodního prostředí.
V roce 1994 byla navíc v nejvyšší partii Kada Hadar zachycena horní čelist, stará asi 2,33 milionu let. Zřejmě patřila příslušníku druhu Homo habilis a významný je i fakt, že v její těsné blízkosti se nacházely jednoduché kamenné nástroje oldovanské kultury.

## Paleoekologie
Početné studie ukazují, že přírodní podmínky v Hadaru byly během pliocénu výrazně odlišné od současné nehostinné polopouště. V době před 3,4 miliony lety mohla celá oblast přijímat až dvojnásobné množství srážek. Rovněž teploty nebyly tak vysoké jako v současnosti, ale celkově lze klima označit za teplé a vlhké.
Prokázána byla existence většího množství biotopů. Dostatek vodních zdrojů je indikován nálezy kostí vodních živočichů (např. hrochů, krabů či krokodýlů). Složení půdy a pylového spektra ukazují na přítomnost mělkého jezera, obklopeného mokřinami v záplavovém území říčních delt. V blízkosti jezera i okolních vodních toků se soustředily prosvětlené lužní lesy a křoviny, doprovázené bujnými porosty rákosin či šáchorovitých. Lesním porostům odpovídají nálezy některých hlodavců (Tachyoryctes, Oenomys, Mastomys), prasatovitých (Nyanzachoerus), turů rodu Tragelaphus i gueréz. Naproti tomu žirafy, impaly, nosorožci a nebo koník Hipparion mohou naznačovat spíše sušší otevřenou savanu, nacházející se zřejmě v prostoru dál od vody.
Na vzorcích z různých časových období lze ovšem sledovat postupné klimatické změny, které znamenaly především průběžné vysušování krajiny, spojené s šířením otevřených travnatých porostů na úkor dřívějších lesů. Změny vegetace přitom mohly být způsobeny nejenom globálními změnami podnebí, ale i výškovým propadem oblasti až o 1000 m v důsledku rozšiřování Velké příkopové propadliny.

## Významné nálezy

### AL 129-1 (Johansonovo koleno)
Zlomky stehenní a holenní kosti tvořící kompletní kolenní kloub, zachycené v listopadu rodu 1973 Donaldem C. Johansonem jako jeden z prvních nálezů druhu A. afarensis. Kosti, které jsou svým utvářením velmi blízké moderním lidem, se staly prvním přímým dokladem toho, že pliocenní hominini běžně používali plně vzpřímenou bipední chůzi. Stáří nálezu je zhruba 3,4 miliony let.

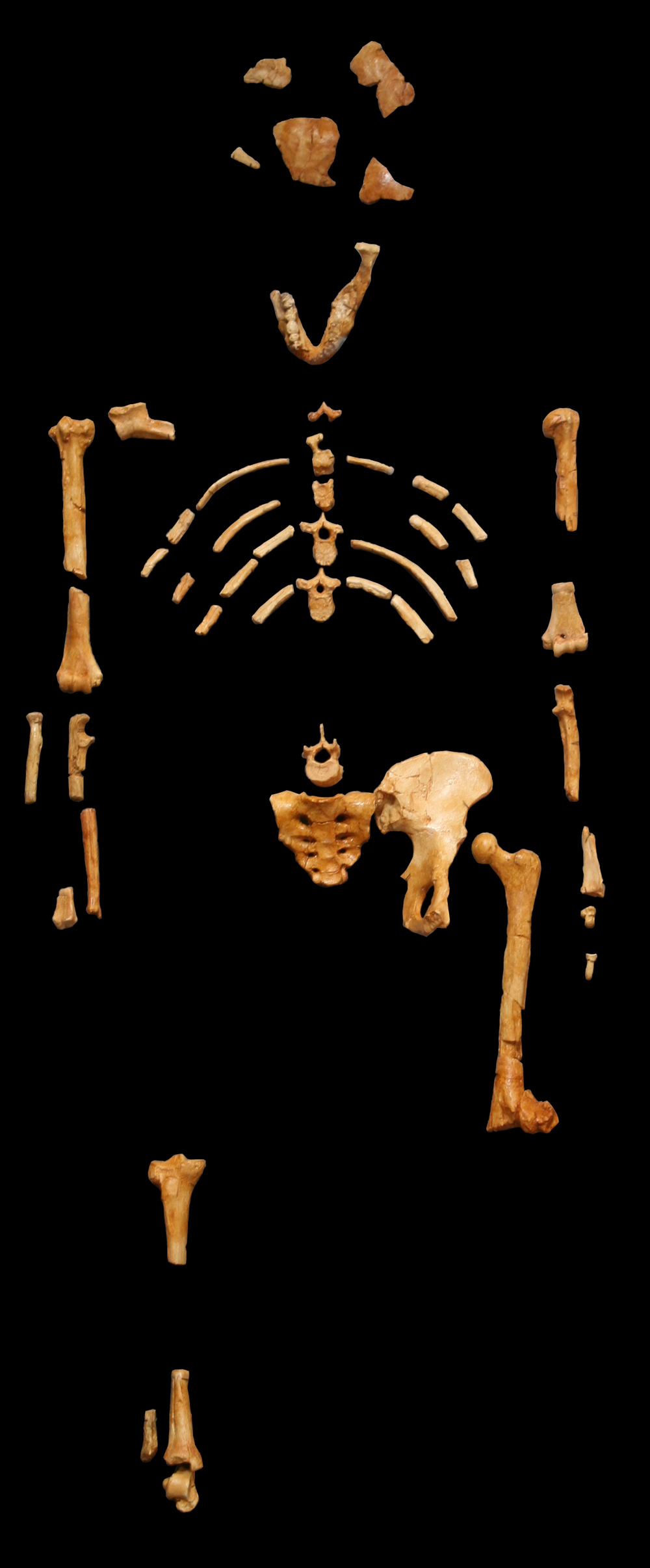
Kostra AL 288-1 (Lucy)

### AL 200-1
Dobře dochovaná horní čelist se všemi zuby, nalezená v říjnu roku 1974. Na zlomku, starém zhruba 3 - 3,2 miliony let jsou mimo jiné dobře patrné diastemy (mezery) mezi řezáky a špičáky.

### AL 288-1 (Lucy)
Jeden z nejznámějších nálezů vyhynulých hominidů, téměř z poloviny dochovaná kostra samice, nalezená 24. listopadu 1974. Přezdívka „Lucy“ začala být spontánně používána při večerní oslavě nezvyklého nálezu, když v přehrávači opakovaně zněla píseň Lucy in the Sky with Diamods od skupiny Beatles. V Etiopii je kostra známá též jako Dinkinesh, což v amharštině znamená „jsi překrásná“.
I přesto, že se objevily názory, které kvůli zvláštní modelaci pánve připisovaly ostatky samci, drtivá většina odborníků předpokládá, že Lucy je samice. Žila zhruba před 3,1 - 3,2 miliony let, dosahovala výšky asi 105 cm a váhy okolo 29 kg. Jedná se tedy o jednoho z nejmenších zástupců svého druhu, který měl v porovnání s jinými nálezy téměř trpasličí vzrůst.
Význam kostry tkví v tom, že se dochovalo asi 40 % všech částí těla, a to včetně tak důležitých partií, jako jsou pánev, obratle a žebra nebo stehenní kost. Přestože chybí většina tváře i mozkovny, umožnil tento výjimečný nález poprvé dobře prostudovat vzhled a způsob života, pohybu i rozmnožování australopitéků. Ostatky byly použity ve většině srovnávacích analýz a v tomto směru stále neztrácejí na významu.

### AL 333 (První rodina)
Jedna z lokalit v oblasti Hadar, která po objevu v roce 1975 vydala nezvykle velké množství nálezů. Celkem 240 vzorků z doby asi před 3,25 miliony let představuje ostatky nejméně 17 jedinců různého věku, a proto je pro ně používáno označení „První rodina“. Zlomky kostí, nalézané v jednom místě a v témže sedimentu ukazují, že dotčení jedinci zemřeli ve stejné době, možná i v jediném okamžiku. Tato unikátní situace umožňuje mimo jiné zkoumat vnitrodruhovou variabilitu, pohlavní dimorfismus i průběh růstu a dospívání.

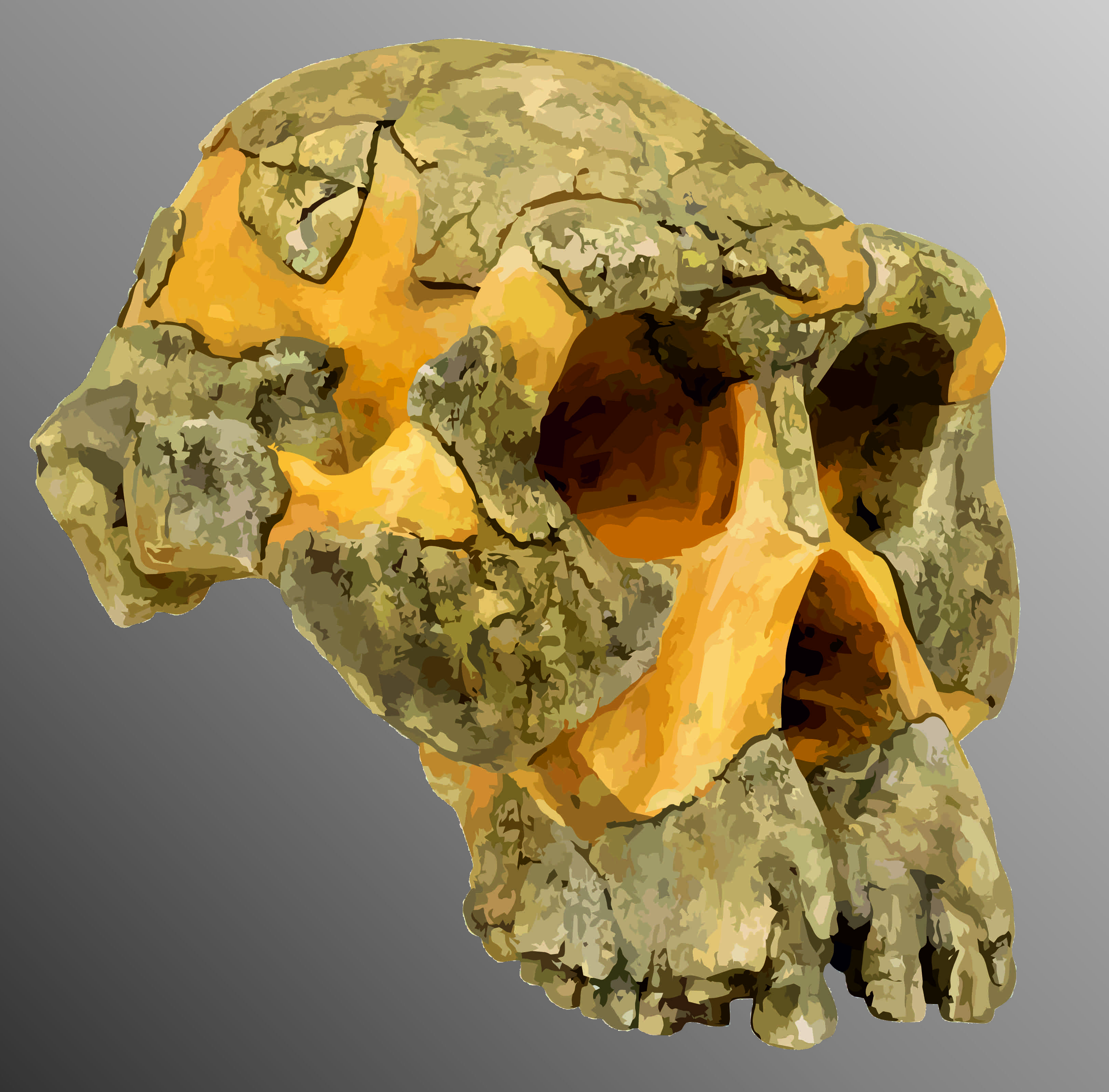
Lebka AL 444-2

Spekuluje se však o důvodech, které vedly k výskytu tak velkého množství ostatků na jednom místě. První studie kvůli uložení kostí v povodňových sedimentech předpokládaly, že došlo k hromadnému utonutí celé skupiny při záplavách. Pozdější výzkumy ale prokázaly, že sedimenty vznikly spíše v důsledku pomalých a nevelkých sezónních povodní, při nichž bylo postupně zaplňováno opuštěné slepé říční rameno. Je tedy pravděpodobnější, že hominidé zemřeli jinde a jejich ostatky byly na místo pozdějšího nálezu postupně spláchnuty. V současnosti však nelze říci, zda jedinci zahynuli přirozenou smrtí. Často se uvažuje i o epidemii nebo o tom, že se stali kořistí masožravců, ani jedna z variant však zatím nebyla spolehlivě prokázána.

### AL 444-2
Téměř kompletní lebka samce včetně spodní čelisti, objevená roku 1992. V době nálezu se jednalo o první úplnější lebku druhu A. afarensis, která významně upřesnila znalosti morfologie mozkovny i obličeje, do té doby známých jen z malých a deformovaných zlomků.